# Kolë Idromeno

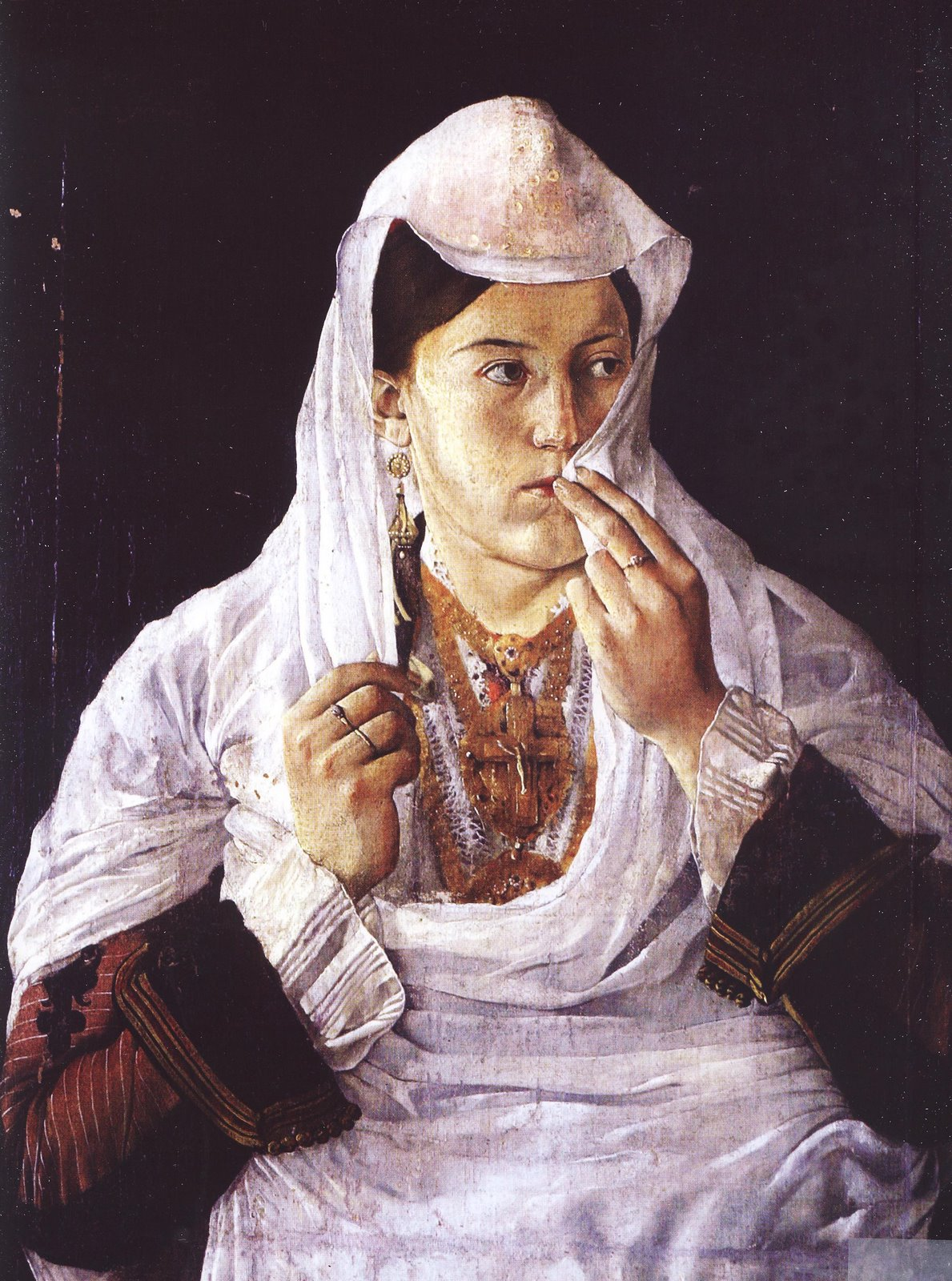
Motra Tone

Nikolla « Kolë » Idromeno, né à Shkodër (Albanie) le 15 août 1860, et mort le 12 décembre 1939, est un artiste albanais d'une culture encyclopédique, à la fois peintre, sculpteur, architecte, ingénieur, musicien, photographe, également l'un des pionniers de la  projection cinématographique dans son pays.

## Les années de formation
Kolë Idromeno est le fils d'Arsen Idromeno. Il devient l'apprenti de Pietro Marubi, un ami de son père et le premier photographe à s'être installé à Shkodër en 1858. Marubi l'aide, alors qu'il a 15 ans, à se rendre à Venise pour étudier la peinture à l'Académie des beaux-arts de Venise, qu'il quitte au bout de quelques mois à la suite d'un différend avec l'un de ses professeurs. Il travaille quelque temps avec un peintre italien, puis décide de retourner dans son pays.

## Un pionnier de la photographie et du cinéma
En 1883 Idromeno monte à Shkodër un laboratoire qu'il nomme Driteshkronja Idromeno. À partir de 1908 il expose des photos et projette des films au centre culturel Gjuha Shqipe, là où il pratique ses activités. Il entretient en outre une correspondance avec les pionniers français du cinématographe, les frères Lumière.

## La Joconde albanaise
En parallèle il continue à peindre, et c'est en 1883 qu'il réalise son œuvre la plus connue, Motra Tone (Notre sœur), parfois surnommée "la Joconde albanaise". Il s'agit du portrait de sa sœur aînée, très proche de lui, ici vêtue des habits traditionnels de la ville de Shkodër. D'abord conservé au sein de la famille, ce tableau ne sera exposé pour la première fois qu'en 1954, mais devient un véritable symbole de la culture albanaise. Il fera aussi partie d'une série de reproductions choisies par les Postes de Roumanie en 1971 pour honorer à travers une planche de timbres quelques grandes figures féminines des Balkans. Restauré au Centre de recherche et de restauration des Musées de France, le tableau est exposé en décembre 2005 au Musée d'Orsay à Paris, ce qui constitue une grande première pour une œuvre albanaise.

## Vers la reconnaissance internationale
Parmi d'autres œuvres célèbres de l'artiste, mentionnons La Cour d'une maison de Shkodra, Les Noces à Shkodra ou Le Jugement dernier, ainsi qu'une série de paysages que l'on peut rattacher à l'école moderne de peinture albanaise, dont il est le chef de file.
En 1923 il organise la première exposition de peinture à Shkodër et participe à 1931 à la première exposition nationale des arts. Ses œuvres sont également exposées à New York en 1939, l'année de sa mort.